# Macriano Maggiore
Fulvio Macriano, o Macriano Maggiore (latino: Fulvius Macrianus; ... – 261), è stato un generale romano che si ribellò contro l'imperatore romano Gallieno.

## Biografia
Di origini ignote e appartenente all'ordine equestre (ne seguì la carriera tipica sotto l'imperatore Valeriano), Macriano Maggiore sposò una donna di nobili origini, forse chiamata Giunia, dalla quale ebbe due figli, Macriano Minore e Quieto. Fu responsabile della persecuzione dei cristiani in Egitto sotto Valeriano, con il titolo di a rationibus Augusti.
Macriano partecipò alla spedizione di Valeriano contro i Sasanidi, nel 260, con il titolo di procurator arcae et praepositus annonae in expeditione Persica: era cioè controllore del tesoro dell'esercito. Secondo alcune fonti, Macriano tradì Valeriano, ma questa testimonianza è considerata falsa. Dopo la cattura di Valeriano, Macriano, con il sostegno del prefetto del pretorio Ballista, fece eleggere i propri figli imperatori: le province orientali e l'Egitto riconobbero i due augusti, mentre il resto dell'impero rimase con Gallieno, che era in occidente.
(Historia Augusta - Due Gallieni, 1.4-5.)
Allora I due Macriani, lasciato Quieto e Ballista in oriente, si mossero con un esercito di 30.000 armati contro le armate di Gallieno, ma furono sconfitti da Aureolo al confine tra Tracia e l'Illirico, e uccisi dai propri soldati.